# Selección masculina de rugby 7 de Argentina
La Selección masculina de rugby 7 de Argentina, también llamada Pumas VII, es el equipo nacional de la modalidad de rugby 7 (7 jugadores) de varones.
Está regulada por la Unión Argentina de Rugby compitiendo en torneos organizados por la World Rugby como la Serie Mundial, donde ha obtenido doce etapas (la última en Hong Kong 2025), así como el bicampeonato de la liga (temporada 2023/24) y 2024/25 y el subcampeonato en el torneo final (temporada 2023/24), y en la Copa Mundial, donde logró el subcampeonato en 2009.
A nivel continental, es indiscutiblemente la selección más fuerte de Sudamérica Rugby, ganando el Seven Sudamericano en 11 ocasiones de las 17 disputadas, desde 2022 no participa en el torneo o participa con seleccionados juveniles o de desarrollo.

## Historia
Participó en la primera edición de la Copa Mundial de Rugby 7 disputada en Escocia, obteniendo la Copa de Plata que correspondía al noveno puesto en la competición.
En 2021 obtuvieron la medalla de bronce en el Torneo masculino de rugby 7 en los Juegos Olímpicos de Tokio 2020, que por motivos de la pandemia de COVID-19 tuvo que posponerse un año, derrotando al seleccionado de Gran Bretaña  en la definición por un marcador de 17 a 12.

## Uniforme
La camiseta alterna el celeste y el blanco en franjas ligeramente horizontales al igual que el seleccionado de XV. En 2013 cambió el color y diseño estrenándose para los circuitos de seven.
En el lado izquierdo del pecho se ubica el escudo de la UAR y del lado derecho, el logo del patrocinador, LeCoq Sportif; short blanco y medias blanquicelestes. La indumentaria de alternativa se compone de un color azul oscuro con hojas color celeste a los costados y cuello rosa.

## Palmarés
- Serie Mundial: 
  - Liga SVNS (2): 2023-24, 2024-25
  - Seven de Canadá (4): 2022, 2023, 2024, 2025
  - Seven de Estados Unidos (2):[3] 2004, 2009
  - Seven de Australia (2): 2024, 2025
  - Seven de Nueva Zelanda (1): 2023
  - Seven de Londres (1): 2023
  - Seven de Sudáfrica (1): 2023
  - Seven de Hong Kong (1): 2025

- Juegos Panamericanos (2): 2019, 2023

- Seven Sudamericano Masculino (10): 2006, 2007, 2008, 2009, 2010, 2011, 2013, 2015, 2019, 2020

- Seven de Punta del Este (5): 1995, 2001, 2005, 2012,[4] 2017

- Seven de Viña del Mar (2): 2015, 2016

- Seven de Mar del Plata (4): 2014, 2015, 2016, 2025

- Juegos Suramericanos (2): 2014, 2022

- Seven de Madrid (2): 2021-I, 2021-II

- Seven de Dubái (2): 2021-I, 2021-II

- Seven de Los Ángeles (1): 2021

## Participación en competencias internacionales
| - Edimburgo 1993: 9º puesto - Hong Kong 1997: 13º puesto - Mar del Plata 2001: 3º puesto - Hong Kong 2005: 5º puesto - Dubái 2009: 2º puesto - Moscú 2013: 11º puesto - San Francisco 2018: 5º puesto - Ciudad del Cabo 2022: 5º puesto - Serie Mundial 99-00: 7º puesto (52 pts) - Serie Mundial 00-01: 6º puesto (50 pts) - Serie Mundial 01-02: 7º puesto (86 pts) - Serie Mundial 02-03: 7º puesto (36 pts) - Serie Mundial 03-04: 3º puesto (98 pts) - Serie Mundial 04-05: 5º puesto (70 pts) - Serie Mundial 05-06: 6º puesto (64 pts) - Serie Mundial 06-07: 10º puesto (23 pts) - Serie Mundial 07-08: 6º puesto (43 pts) - Serie Mundial 08-09: 5º puesto (68 pts) - Serie Mundial 09-10: 7º puesto (62 pts) - Serie Mundial 10-11: 8º puesto (38 pts) - Serie Mundial 11-12: 7º puesto (92 pts) - Serie Mundial 12-13: 10º puesto (84 pts) - Serie Mundial 13-14: 9º puesto (75 pts) - Serie Mundial 14-15: 8º puesto (80 pts) - Serie Mundial 15-16: 5º puesto (119 pts) - Serie Mundial 16-17: 9º puesto (90 pts) - Serie Mundial 17-18: 7º puesto (105 pts) - Serie Mundial 18-19: 9º puesto (94 pts) - Serie Mundial 19-20: 9º puesto (56 pts) - Serie Mundial 20-21: no participó - Serie Mundial 21-22: 4º puesto (118 pts) - Serie Mundial 22-23: 2° puesto (179 pts) - SVNS 2023-24: 1° puesto (temporada regular: 106 pts), 2° puesto (Gran final) - SVNS 24-25: 4° puesto - Akita 2001: No participó - Duisburgo 2005: 3º puesto - Kaohsiung 2009: 4º puesto - Cali 2013: 2º puesto | - Río 2016: 6º puesto - Tokio 2020: 3º puesto - París 2024: 7° puesto - Guadalajara 2011: 2º puesto - Toronto 2015: 2º puesto - Lima 2019: 1º puesto - Santiago 2023: 1º puesto - Santiago 2014: 1º puesto - Cochabamba 2018: 3º puesto - Asunción 2022: 1º puesto - Circuito Sudamericano 2016-17: 2º puesto - Circuito Sudamericano 2018: 7º puesto - Circuito Sudamericano 2019: 2º puesto - Asunción 2006: 1º puesto - Viña del Mar 2007: 1º puesto - Punta del Este 2008: 1º puesto - São José dos Campos 2009: 1º puesto - Mar del Plata 2010: 1º puesto - Bento Gonçalves 2011: 1º puesto - Río de Janeiro 2012: 2º puesto - Río de Janeiro 2013: 1º puesto - Santa Fe 2015: 1º puesto - Santiago 2019: 1º puesto - Valparaiso 2020: 1º puesto - San José 2021: no participó - San José 2022: 2º puesto - Montevideo 2023: no participó - Lima 2024: no participó - Lima 2025: no participó |

## Plantel
| Temporada | Equipo | Técnico             |
| --------- | --- | ------------------- |
| 2023/2024 | Santiago Álvarez Fourcade (C), Tomás Elizalde, Agustín Fraga, Luciano González Rizzoni, Matteo Graziano, Rodrigo Isgró, Santiago Mare, Marcos Moneta, Matías Osadczuk, Joaquín Pellandini, Facundo Pueyrredón, Gastón Revol, Germán Schulz, Santiago Vera Feld y Tobías Wade.                        | Santiago Gómez Cora |
| 2024/2025 | Santiago Álvarez Fourcade, Tomás Elizalde, Agustín Fraga, Luciano González Rizzoni, Matteo Graziano, Alejo Lavallén, Santiago Mare(C), Marcos Moneta, Matías Osadczuk, Joaquín Pellandini, Gregorio Pérez Pardo, Facundo Pueyrredón,Germán Schulz, Santiago Vera Feld, Tobías Wade y Santino Zangara | Santiago Gómez Cora |

## Jugadores destacados
En negrita: jugadores activos.
| Pos | Jugador                   | Partidos |
| --- | ------------------------- | -------- |
| 1   | Gastón Revol              | 406      |
| 2   | Franco Sábato             | 292      |
| 3   | Germán Schulz             | 271      |
| 4   | Nicolás Bruzzone          | 240      |
| 5   | Fernando Luna             | 229      |
| 5   | Santiago Álvarez Fourcade | 229      |
| 7   | Santiago Gómez Cora       | 213      |
| 8   | Francisco Merello         | 196      |
| 9   | Luciano González Rizzoni  | 191      |
| 10  | Lautaro Bazán Vélez       | 177      |

| Pos | Jugador                  | Tries |
| --- | ------------------------ | ----- |
| 1   | Santiago Gómez Cora      | 230   |
| 2   | Franco Sábato            | 128   |
| 3   | Luciano González Rizzoni | 86    |
| 4   | Germán Schulz            | 81    |
| 5   | Diego Palma              | 76    |
| 6   | Lucio López Fleming      | 71    |
| 7   | Matías Osadczuk          | 69    |
| 8   | Francisco Merello        | 65    |
| 9   | Rodrigo Etchart          | 61    |
| 10  | Gastón Revol             | 59    |